# ファム・フン
ファム・フン（范 雄、ベトナム語：Phạm Hùng / 范雄、1912年6月11日 - 1988年3月10日）は、ベトナムの政治家。第2代ベトナム社会主義共和国首相を務めた。

## 経歴
ヴィンロン省生まれ。
1928年、南圻学生連合会、及び共産主義青年団に参加。1930年、インドシナ共産党に入党。1931年、フランス植民地当局により逮捕され、死刑判決を受けたが、後に無期懲役に減刑され、コンダオ島に収監された。
1945年、八月革命の勝利により釈放され、南部中央局委員として南方工作に従事。ジュネーヴ協定締結後の1954年、北ベトナムに呼び戻される。
1955年8月、ベトナム労働党第2期中央委員会第8回総会で、党政治局員に選出。1958年、書記局員に選出。1958年4月、副首相に任命された。1960年9月の第3回党大会において、政治局員、書記局員に再選。1965年4月6日より国家物価委員会主任を兼務し、1966年10月まで務めた。
1967年、南ベトナムに派遣され、南部中央局書記兼南ベトナム解放軍政治委員に任命。1971年6月10日、第4期国会第1回会議において副首相に再任されなかったが、これは南部問題に専念するためと見られる。
ベトナム戦争末期の1975年4月8日、サイゴン解放作戦（後にホーチミン作戦に改名）指揮部設置により、同政治委員に任命され、南部解放を指導した。
1975年11月、「統一ベトナム問題政治協議会」に南ベトナム代表団団長として参加した。1976年2月、ベトナム全国選挙委員会副委員長に選出。同年7月、副首相兼国防委員会委員に任命。同12月、第4回党大会において、政治局員に再選され、序列第4位になる。
1980年2月、内相を兼任。1981年7月、閣僚評議会副議長（副首相）に任命。1982年3月、第5回党大会において政治局員に再選、序列第4位。1986年12月、第6回党大会において、政治局員に再選、序列第2位。
1987年6月、第8期国会第1回会議において、ファム・ヴァン・ドンに代わり閣僚評議会議長（首相）に就任。翌1988年3月10日、心臓発作により死去。歴代ベトナム首相中で、最短の在任期間となった。